# 예카테리나 구세바
예카테리나 구세바(러시아어: Екатерина Гусева, 1976년 7월 9일 ~ )는 러시아의 배우, 가수이다.